# Reuzenhoutwesp
De reuzenhoutwesp (Urocerus gigas) is een wesp uit de familie houtwespen of Siricidae.

## Kenmerken
De wesp kan 4 tot 6 centimeter lang worden, en heeft een kenmerkende kleur; het lijf is zwart, maar het onderste deel van de poten en het achterlijf zijn lichtgeel. Bij mannetjes is het achterlijf meer rood gekleurd. Ook de voelsprieten zijn geel, en de ogen lijken eveneens geel van kleur, maar de ogen zelf zijn klein en zwart, de gele vlekken dienen om de wesp nog meer op te laten vallen. 
De grotere vrouwtjes lijken een grote angel te hebben, dit is echter een legboor, de wesp kan er niet mee steken. De boor is bruin van kleur; de meer opvallende gele punt is de achterlijfspunt. De vleugels zijn groot en donker van kleur en worden in rust achter de rug gevouwen.

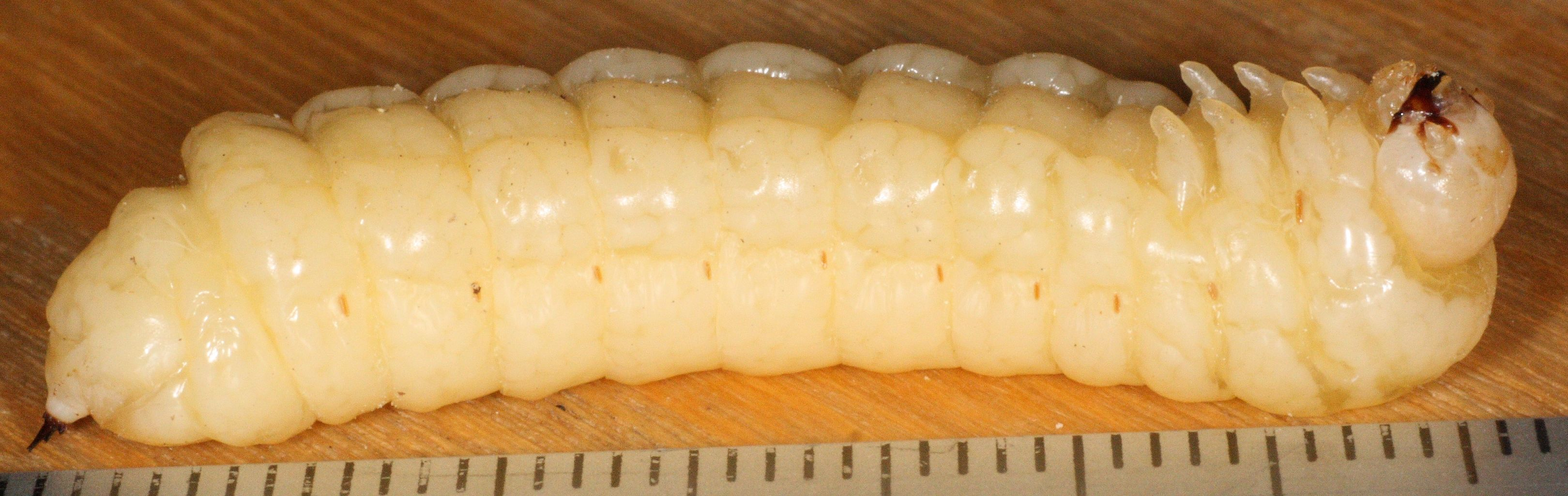
Larve van de reuzenhoutwesp

## Voortplanting en ontwikkeling
Het vrouwtje zoekt in de zomer geschikte bomen uit. Vaak zijn dit dode bomen, maar soms worden ook zieke of pas gevelde bomen gekozen. Ze legt soms wel 1000 eitjes in de sparren in naaldbossen. De legboor kan meer dan een centimeter diep in het hout worden gestoken. Soms heeft het vrouwtje moeite de legboor terug te trekken uit de stam en men kan dan de vastgeklemde wesp, met het mannetje (die vaak het vrouwtje begeleidt) in de onmiddellijke nabijheid, vinden. De larve is meerjarig en komt na twee of maximaal drie jaar uit het hout. De larve graaft lange gangen in het hout en is wormachtig, wit van kleur en duidelijk gesegmenteerd.  
De volwassen wesp is van juni tot augustus te zien, het is een druk bewegende wesp die luid zoemend en onregelmatig vliegt. 

## Verspreiding en leefgebied
De reuzenhoutwesp komt voor in noordelijk Europa, Azië en Noord-Amerika, en wordt verspreid door de export van hout waar de larven in leven. In Nederland en België is de soort plaatselijk algemeen, echter alleen in naaldbossen.